# سراپئوم اسکندریه

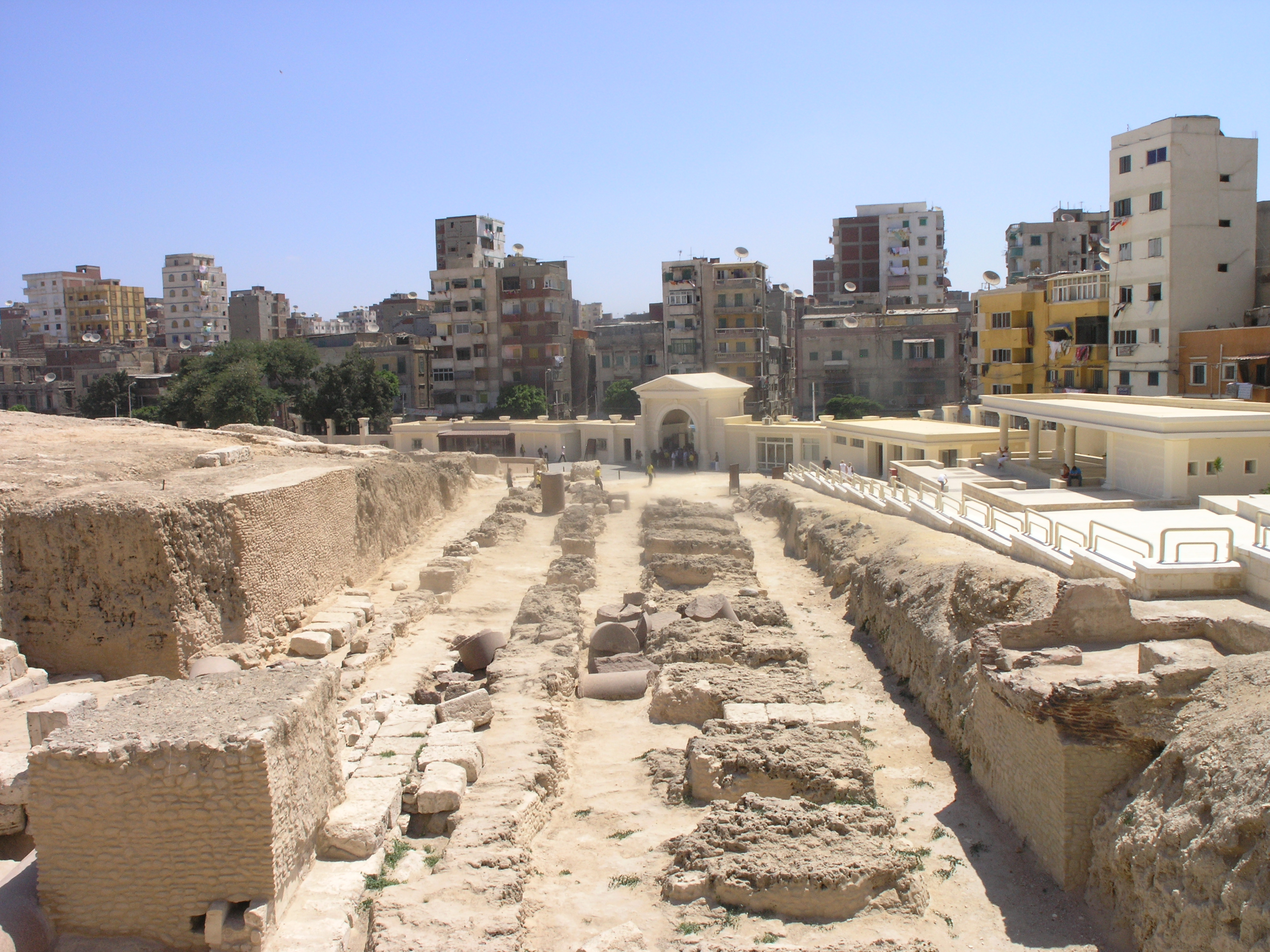
نمای سراپیوم که در اسکندریه باقی مانده است

سراپئوم اسکندریه (انگلیسی: Serapeum of Alexandria) در امپراتوری بطلمیوسی یک معابد باستانی یونان بود که توسط بطلمیوس سوم اورژتس (حکومت ۲۴۶–۲۲۲ پیش از میلاد) ساخته شد و به سراپیس تقدیم شد. محافظ اسکندریه همچنین نشانه‌هایی از هارپوکراتس وجود دارد. از آن به عنوان دختر کتابخانه اسکندریه یاد شده است. این سایت تاریخی به شدت غارت شده است.